# Kasteel Forchtenstein
Kasteel Forchtenstein (Duits: Burg Forchtenstein, Hongaars: Fraknó vára), is een historische grensvesting van het Koninkrijk Hongarije, gelegen in het Rosaliengebergte op de grens van het historische comitaat Sopron en Neder-Oostenrijk, het is een hoogteburcht waarin nu een museum te vinden is. Sinds 1921 is het kasteel gelegen in het Oostenrijkse Burgenland, heel Burgenland maakt voor het Verdrag van Trianon eeuwenlang onderdeel uit van Hongarije. Het kasteel ligt in het dal van de Wulka.

## Geschiedenis
Kasteel Forchtenstein werd in het midden van de 12e eeuw gesticht. Het kasteel, toen nog een versterkte burcht, had een belangrijke functie als bolwerk langs de verbindingsweg tussen de Donau en Italië , als grensverdediging van het Koninkrijk Hongarije tegen het Heilige Roomse Rijk en is gelegen in het historische grensgebergte, genaamd het Rosaliengebergte / Rozália-hegység. 
Het eerste deel van het kasteel met de 50 m hoge donjon werd aan het begin van de 14e eeuw gebouwd door de heren van Mattersdorf , die zich later heren van Forchtenstein noemden.